# فاصله (فیلم ۱۹۶۸)
فاصله (انگلیسی: Interlude) فیلمی است که در سال ۱۹۶۸ منتشر شد. از بازیگران آن می‌توان به اسکار ورنر، ویرجینیا ماسکل و دونالد ساترلند اشاره کرد.